# Паулу Дуарті
Паулу Дуарті (порт. Paulo Duarte, нар. 6 квітня 1969, Массарелуш) — португальський футболіст, що грав на позиції захисника. По завершенні ігрової кар'єри — футбольний тренер.
Як гравець насамперед відомий виступами за клуб «Уніан Лейрія».

## Клубна кар'єра
У дорослому футболі дебютував 1988 року виступами за «Боавішту». Там він провів сезон не достатньо результативно. Це посприяло тому, що гравця віддали в клуб «Уніан Лейрія», де він провів два сезони. 
Далі в його кар'єрі були «Салгейруш» та «Марітіму», після чого він повернувся назад в «Лейрію» і деякий час грав під керівництвом молодого Жозе Моурінью. Завершив професійну кар'єру футболіста виступами за команду «Уніан Лейрія» у 2004 році

## Кар'єра тренера
Після завершення ігрової кар'єри Паулу одразу став тренером, ставши головним тренером свого останнього клубу. 2006 та 2007 року він допоміг клубу зайняти сьоме місце у підсумковій таблиці чемпіонату.
20 березня 2008 року очолив збірну Буркіна-Фасо, яку виводив на Кубок африканських націй 2010 року в Анголі та Кубок африканських націй 2012 року у Габоні та Екваторіальній Гвінеї, проте в обох випадках збірна зупинялась на груповому етапі. Паралельно з липня по грудень 2009 року був головним тренером французького «Ле-Мана».
28 квітня 2012 року очолив тренерський штаб збірної Габону, але не зміг вивести збірну на КАН-2013, програвши в кваліфікації збірній Того.
У квітні 2015 року Пауло Дуарте очолив туніський «Сфаксьєн», проте в кінці того ж року повернувся в збірну Буркіна-Фасо, яку вивів на Кубок африканських націй 2017 року в Габоні, втретє у своїй кар'єрі. 
24 липня 2019 року, оскільки команда не вийшла до фіналу Кубка африканських націй 2019 року, Федерація футболу Буркіна-Фасо вирішила розірвати контракт.
У вересні 2020 року очолив ангольську команду «Примейру ді Агошту».

## Титули та досягнення
Тренер
- Бронзовий призер Кубка африканських націй: 2017